# 高樹麻世
高樹 麻世（たかぎ まよ、1973年3月13日 - ）は、日本のAV女優。身長：162cm。スリーサイズ：B85・W58・H87。血液型：A型。
福岡県出身。1991年に『未完成』でデビュー、1992年に引退している。

## 出演作品

### アダルトビデオ
- 未完成（1991年）[1]8D-058
- 高樹麻世の屋外診察室（1991年）8D-072 TOHJIRO監督、溜池ゴローチーフ助監督[2]
- 阿修羅8　淫の章（1991年）8D-086
- 高樹麻世を犯る
- 女神絶叫（1991年9月28日）
- たまにはしゃぶりつきたい5（1991年）STV-1066

以上アトラス21の作品
- 誘惑のマンゴ[1][3]（1992年2月7日）
- 麻世の宅吸便（1992年4月3日）

以上アリスJAPANの作品
- 肉体の悪女（アクメ）（1992年2月7日、大陸書房）※ 書店売りビデオ
- パックリひらいて（1992年4月1日）
- とろける女 危険に燃えて（1992年5月30日、エイトマン）共演:水沢ひとみ、杉本涼香 ※ 書店売りビデオ
- 黒白クリニック白書（1992年7月17日、笠倉出版社）
- 恥辱のマドンナ スーパーコレクション'93（1992年、イメージ・ボックス CV-1107）全12名
- 灼熱愛撫（1993年、キャンディコーポレーション）

- ナースの悪戯（2002年11月7日、メディアバンク）他17名出演[1]
- ランジェリー伝説（2002年11月22日、メディアバンク）他39名出演[1]
- レイプVol.1（2003年1月31日、メディアバンク）他多数出演[1]
- ナース20年史 Deluxe 2（2008年9月9日、メディアバンク）他多数出演[1]

## 一般ビデオ
- SOAPのMOKOちゃん（1992年5月、東映）共演:朝岡実嶺